# HMS D2
HMS D2 – brytyjski okręt podwodny typu D. Zbudowany w latach 1907–1908 w Vickers, Barrow-in-Furness, gdzie okręt został wodowany 25 maja 1908 roku. Rozpoczął służbę w Royal Navy 29 marca 1911 roku. Pierwszym dowódcą został Lt. Max Horton. 
W 1914 roku D2 stacjonował w Portsmouth przydzielony do Drugiej Flotylli Okrętów Podwodnych (2nd Submarine Flotilla) pod dowództwem Lt. Cdr. Arthura G. Jamesona. 
28 sierpnia 1914 roku pod dowództwem Lt. Cdr. A. G. Jamesona okręt brał udział w pierwszej bitwie koło Helgolandu. 23 listopada dowódca A. G. Jameson, został zmyty z pokładu i utonął. 24 listopada nowym dowódcą został Lt. Cdr. C. Head.
25 listopada 1914 roku okręt został zatopiony przez niemiecką łódź patrolową w okolicach Borkum. Nikt z załogi nie przeżył.